# Helgoland
Helgoland (în frizona nordică Deät Lun=Țara, engleză Heligoland) este cea mai mare îndepărtată insulă germană din Marea Nordului de continent. Insula este situată în Golful german și este subdivizată în landul de Sus, de Mijloc și landul de Jos. Helgoland este și o comună de pe insulă cu 1 500 de locuitori din landul Schleswig-Holstein, Germania.

## Personalități născute aici
- James Kruss (1926 - 1997), scriitor.